# 10 Pułk Czołgów

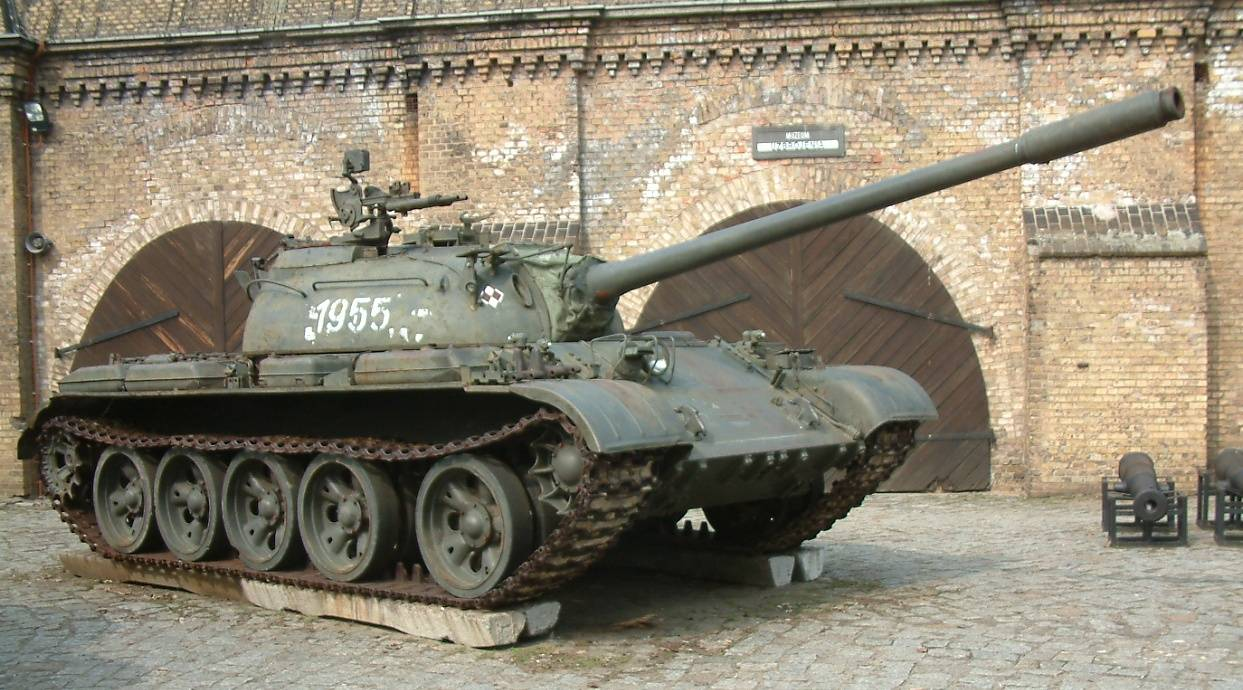
Czołg podstawowy pułku -T-55

10 Drawski Pułk Czołgów Średnich (10 pcz) – oddział wojsk pancernych ludowego Wojska Polskiego.

## Formowanie i zmiany organizacyjne
Pułk został sformowany w 1957 roku, w garnizonie Opole, w koszarach przy ul. Domańskiego, w składzie 10 Sudeckiej Dywizji Pancernej im. Bohaterów Armii Radzieckiej. Jednostka została zorganizowana na bazie 10 batalionu czołgów i artylerii pancernej oraz 7 szkolnego batalionu czołgów.
4 października 1973 roku oddział przejął dziedzictwo tradycji 10 pułku piechoty i otrzymał nazwę wyróżniającą „Drawski”.
W 1989 roku jednostka została przeformowana w 10 pułk zmechanizowany i podporządkowana dowódcy 10 Sudeckiej Dywizji Zmechanizowanej.
W 1994 roku pułk został przeformowany w 10 Opolską Brygadę Zmechanizowaną im. płk. Piotra Wysockiego.

## Skład i uzbrojenie (lata 70.)
- Dowództwo i sztab
- 5 kompanii czołgów – po 16 czołgów średnich T-55A w każdej
- bateria plot – 4 samobieżne działa [przeciwlotnicze ZSU-23x4 Szyłka
- kompania piechoty zmotoryzowanej – 10 transporterów opancerzonych SKOT-2A
- kompania rozpoznawcza – 7 opancerzonych samochodów rozpoznawczych BRDM-2
- kompania saperów – 4 mosty towarzyszące BLG-67, 5 transporterów inżynieryjnych SKOT-Inż.
- kompania łączności – wozy dowodzenia SKOT R-2 i R-3
- kompania medyczna
- kompania remontowa – wozy zabezpieczenia technicznego WZT-2 (na podwoziu czołgu T-55)
- kompania zaopatrzenia
- pluton ochrony i regulacji ruchu – 1 czołg T-55AD (dowódcy pułku)
- pluton chemiczny – opancerzone samochody rozpoznawcze BRDM-2Chem

Podstawowe uzbrojenie pułku: 81 czołgów średnich T-55A, 10 transporterów opancerzonych SKOT-2A, 4 przeciwlotnicze działa samobieżne ZSU-23x4 Szyłka

## Żołnierze pułku
Dowódcy bczap
- mjr Aleksander Kulisz (był w 1956)[3]

Dowódcy pułku
- ppłk dypl. Zbigniew Maziej (1966-1968)
- ppłk dypl. Józef Użycki (1968)
- ppłk dypl. Bolesław Matusz (1969-1973)
- mjr dypl. Marian Sobolewski (1973-1976)
- mjr dypl. Marian Skorupa (1976-1980)
- mjr Czesław Piątas - (1980–1983)
- mjr dypl. Jerzy Klimecki - (1983-1986)
- ppłk dypl. Marek Laskowski - (1986-1990)